# Sekine Hiroshi
Sekine Hiroshi (japanisch 関根 弘; geboren 31. Januar 1920 in Tokio; gestorben 3. August 1994) war ein japanischer Dichter und Literaturkritiker.

## Leben und Wirken
Sekine Hiroshi absolvierte die Grundschule „Daini Terashima“ (第二寺島小学校). Seit seiner Zeit an der Grundschule veröffentlichte er Gedichte in Gedichtzeitschriften. Neben seiner Tätigkeit als Angestellter in einer Strickerei arbeitete er unter anderem für Branchenzeitungen wie für die Forstwirtschaftszeitung „Nihon Nōrin Shimbun“ (日本農林新聞) oder für Militärtechnische Zeitungen. Während der Arbeit studierte er von 1943 bis 1944 Russisch am „Nikolai-Institut für russische Sprache“ (ニコライ露語学院).
1947, nach dem Zweiten Weltkrieg, veröffentlichte Sekine „Sōgō Bunka“ (綜合文化). Er beteiligte sich an dem Magazin „Rettō" (“列島) – „Archipel“ seit dessen Gründung im Jahr 1951 und eröffnete ein neues Feld der Nachkriegspoesie von einem linken Standpunkt aus. So wurde er ein Dichter des einfachen Volkes und der Intellektuellen, führend in der Nachkriegspoesie. Seine erste Gedichtsammlung „E no shukudai“  (絵の宿題) – „Das Bild als Hausaufgabe“ (1953) ist ein typisches Beispiel für satirische Poesie der Nachkriegszeit, in die hinter der Technik der Kinderreime auch allegorische Elemente einfließen. Er hat sich dem russischen Revolutionsdichter Majakowski verschrieben, und seine Ausdrucksweise zeigt durchweg kämpferischen Humor. 
Ab 1957 arbeitete Sekine an Kompositionen für Radioaufnahmen wie „Nihon no outsider“ (日本のアウトサイダー) – „Außenseiter in Japan“, „Prostitution“ (売春), „Tōkyō kaizō keikaku“ (東京改造計画) – „Umgestaltungsplan für Tokio“ (1959), „Hitei no shūdan“ (否定の集団) – „Gruppe der Ablehnung“ (1960), das den Studentenbund Zengakuren (全学連) als Material nutzte. Er schrieb über die Straßen, die er liebte, über den betriebsamen Stadtteil Shinjuku. 
Zu Sekines Gedichtbänden gehören
- „Shinda nezumi“ (死んだ鼠) – „Die  gestorbene Maus“ (1957),
- „Yakusoku shita hito“ (約束したひと) – „Der Mensch, der ein Versprechen abgab“ (1963),
- „Hiroshi Sekine Poems“ (1968),
- „Abe Sada“ (1971), ein Gedichtband über die Prostituierte Abe Sada,
- „Shinjuku Poems“ und „Namidabashi“ (泪橋) – „Tränenbrücke“ (1980),
- „Gai“ (街) – „Die Straße“ (1984),
- „Kitaina ippo“ (奇態な一歩) – „Ein merkwürdiger Schritt“ (1989)

und Kritik-Sammlungen:
- „Ōkami ga kita“ (狼が来た) – „Der Wolf ist gekommen“ (1955),
- „Mizusaki annai–jin no me“ (水先案内人の眼) – „Das Auge des Lotsen“ (1973),
- „Gendai-shi nyūmon“ (現代詩入門) – „Einführung in die Gedichte der Gegenwart“ (1961),
- „Sekine Hiroshi shiron-shū – jibun no ibasho no hakken“ (関根弘詩論集　自分の居場所の発見) – „Sammlung von Essays von Hiroshi Sekine Entdeckung des eigenen Standpunktes“,
- „Yokei-sha no teikō no michi“ (余計者の抵抗の道) – „Weg des Widerstands der überflüssigen Person“,
- „Kikai-teki sansaku“ (機械的散策) – „Mechanischer Spaziergang“ (1974),
- „Hanada Kiyoteru“ – ein kritisches Buch über den Literaturkritiker Hanada Kiyoteru (1987) und
- „Hari no ana to rakuda no yume“ (針の穴とラクダの夢) – „Eine Nadel und ein Loch – der Traum des Kamels“ (1978), ein halbautobiografisches Buch[A 1].